# Richard Tarnas
Richard Theodore Tarnas, Jr. (Ženeva, Švicarska, 21. veljače 1950.), filozof i kulturni povjesničar, poznat po svojim djelima: The Passion of the Western Mind: Understanding the Ideas That Have Shaped Our World View (Čežnja zapadnog uma: Razumijevanje ideja koje su oblikovale naš svjetonazor, 1991.) i Cosmos and Psyche: Intimations of a New World View (Kozmos i psiha: Nagovještaji novog svjetonazora, 2006.). Tarnas je profesor filozofije i psihologije na Kalifornijskom institutu integralnih studija (California Institute of Integral Studies) te osnivač i prvi direktor diplomskog programa iz filozofije, kozmologije i svijesti na spomenutom institutu.

## Djela

### The Passion of the Western Mind
U svojoj prvoj knjizi, The Passion of the Western Mind (Čežnja zapadnog uma), Tarnas prikazuje tijek intelektualno-kulturnog razvoja modernog svjeronazora od njegovih izvora u grčkoj i judeokršćanskoj mitologiji. Tarnas zatim ustvrđuje da se s dolaskom postmoderne moderni svijet našao u ozbiljnoj duhovnoj krizi, koja se manifestira u globalnoj ekološkoj krizi. Također sugerira da se moguće rješenje krize, koje on naziva participatorni okvir, i sámo već stoljećima razvija na Zapadu.
Tarnas najprije opisuje antički svjetonazor, koji je Max Weber opisao kao "začaran". U antičkom svjetonazoru ljudi su nediferencirani od prirode i s njom su u mističnoj participaciji (participation mystique). Taj se antički svjetonazor postupno transformirao u modernitet. U modernom nazoru svijet biva percipiran kao objektivna stvarnost koja je podložna znanstvenoj opservaciji i manipulaciji, ali koja je i radikalno odvojena od ljudskog uma.
Dolaskom renesanse Kopernikanska kozmološka revolucija je poremetila i relativizirala čovjekovo mjesto u svemiru. Zatim je Descartesova metafizička revolucija svemir podijelila na materiju i um. Konačno, Kantova je epistemološka revolucija naša osjetila odvojila od objekata njihove percepcije. Ta tri događaja glavni su uzrok ontološkog i duhovnog otuđenja karakterističnog za suvremeno doba.

#### Epilog
U pogovoru knjige Tarnas opisuje kako se u postmodernizmu značenje projicira na ili konstruira u praznom svijetu bez značenja.
"Moderno stanje stoga počinje kao prometejevski pokret za oslobođenje čovjeka, autonomiju od prirodne matrice koja nas okružuje, individuaciju iz kolektiviteta, ali postupno i neminovno to kartezijansko-kantovsko stanje evoluira u kafkijansko-beckettovsko stanje egzistencijalne izolacije i apsurda – bezizlaznu situaciju koja vodi u jednu vrstu dekonstruktivnog bijesa."
Prema Tarnasu, suvremeni svijet postmoderne misli zarobljen je "između nutarnje čežnje za smislenim životom i nemilosrdnog egzistencijalnog trošenja u svemiru za koji nas naš racionalni znanstveni svjetonazor uvjerava da je prazan, mrtav i lišen svake svrhovitosti". Tarnasov prijedlog za transcendiranje te "kartezijansko-kantovske epistemološke kutije" podrazumijeva participatornu epistemologiju: teoriju znanja po kojoj se "ljudska bića smatraju bitnim nosiocima kreativnog samorazvitka stvarnosti". Prema Tarnasu, takav jedan participatorni okvir usvaja kritičke uvide modernizma i postmodernizma te istovremeno poništava ontološki rascjep između psihe i kozmosa, koji se, u tom participatornom okviru, sintetiziraju u dijalektički hieros gamos (sveti brak).
"Ta participatorna epistemologija, koju su svaki na svoj način razvili Goethe, Hegel, Steiner i ostali, može se razumjeti ne kao regresiju u naivnu participation mystique (mističnu participaciju), nego kao dijalektičku sintezu dugotrajne evolucije iz primordijalne nediferencirane svijesti kroz dualističko otuđenje (alijenaciju). Ona inkorporira postmodernističko razumijevanje znanja, a ipak ga nadilazi. Interpretativni i konstruktivni karakter ljudske spoznaje se u potpunosti priznaje, no intimni, isprepleteni i sveprožimajući odnos prirode prema ljudskom biću i ljudskom umu omogućuje da posljedice kantovskog epistemološkog otuđenja mogu u potpunosti biti nadiđene."